# Cricetomyinae
Cricetomyinae (hay còn được biết đến với tên gọi Pouched rats) là một nhóm các loài động vật gặm nhấm ở châu Phi và được xác định trong phân họ Cricetomyinae gồm các thành viên thuộc họ Nesomyidae, chứa các loài chuột Cựu Thế giới ở châu Phi chẳng hạn như Dendromurinae, Nesomyinae, và chuột đuôi trắng. Tất cả chúng đều trong phân họ Muroidea, một phức hợp họ lớn chứa đến 1/4 các loài thú. 

## Phân loại
Phân họ Cricetomyinae
- Chi Beamys
  - Beamys hindei
  - Beamys major
- Chi Cricetomys
  - Cricetomys ansorgei
  - Cricetomys gambianus
  - Cricetomys emini
  - Cricetomys kivuensis
- Chi Saccostomus
  - Saccostomus campestris
  - Saccostomus mearnsi